# Värmdö
Värmdö er en ø i Stockholms indre skærgård i Stockholms län, i landskapet Uppland. Øen er Sveriges femtestørste og har et areal på 181 km². Den største del af øen, og alle mindre øer øst for den, ligger i Värmdö kommune. Den vestligste del af Värmdö ligger i Nacka kommune.
Øen består af fem områder, som er adskilt af kanaler eller smalle næs: Fågelbrolandet hedder området syd for Brevikssundet og Strömma Kanal. Nord derfor ligger Värmdölandet, som er det arealmæssigt største område. Värmdölandet forbindes med Farstalandet i Ålstäket. Nord og vest for Farstaviken og Ösby träsk ligger Ormingelandet. Farstalandet afgrænses i syd af Kolström og syd derfor ligger øen Ingarö.
- Wikimedia Commons har flere filer relateret til Värmdö